# Alfa Romeo P3
Alfa Romeo P3, P3 monoposto або Tipo B класичний автомобіль для Гран-прі, розроблений конструктором Вітторіо Яно, одна з моделей ряду Alfa Romeo 8C. Автомобіль P3 став по справжньому першим одномісним перегоновим автомобілем серії Гран-прі і другою для «Alfa Romeo» моделлю monoposto після Tipo A monoposto, випущеного у 1931 році. Дана модель була створена на базі попередньої успішної Alfa Romeo P2 та з урахуванням проблем, які виникли у моделі Alfa Romeo Tipo A. Вітторіо Яно сповна засвоїв усі уроки попередніх моделей, повернувся до креслярської дошки, щоби створити автомобіль, який їздив би довше ніж протяжність однієї гонки. Модель P3 стала першим справжнім одномісним перегоновим автомобілем, на який було встановлено супертурбований восьмициліндровий рядний (L8) двигун. Автомобіль був дуже легким для того періоду, і важив трошки більше за 680 кг (1,500 lb), не дивлячись на використання чавунного блока циліндрів двигуна.

## Участь у змаганнях 1932—1935 років
Модель P3 була представлена у липні посеред сезону Гран-прі 1932 року у Європі, розпочавши свої перші перегони з перемоги, здобутої Таціо Нуволарі. Згодом було виграно 6 гонок цього року з пілотами Нуволарі і Рудольфом Караччіолою, включаючи усі 3 основні: Гран-прі Італії, Франції та Німеччини.
Гран-прі сезону 1933 року приніс фінансові труднощі команді «Alfa Corse», в результаті чого, автомобілі просто не брали участі у змаганнях. Енцо Феррарі довелось тікати зі своєю командою «Scuderia Ferrari» та використовувати застарілі «Alfa Monza». «Alfa Corse» ухилялась до серпня, пропустивши перші 25 перегонів, і лише після довгих дискусій модель P3 було остаточно передано до рук «Scuderia Ferrari». Згодом автомобілі P3 виграли 6 з фінальних 11 подій сезону, включаючи 2 головних Гран-прі Італії та Іспанії.
Нові правила для Гран-прі сезону 1934 поставили більші вимоги до кузова. З урахуванням цього, робочий об'єм двигуна було зменшено до 2,9 літра. Луїс Чірон (Louis Chiron) виграв Гран-прі Франції у Монлері, у той час як німецькі «Срібні стріли» виграли в інших чотирьох перегонах чемпіонату Європи. Однак P3 виграла 18 з усіх 35 Гран-прі, що проводились у Європі того року.
В Гран-прі сезону 1935 року модель P3 була уже неконкурентоспроможною проти потужних німецьких автомобілів у 6 гонках Чемпіонату Європи. Але це не завадило отримати останню і легендарну робочу перемогу. Двигун P3 мав робочий об'єм 3,2 літри, спеціально для Нуволарі для Гран-прі Німеччини 1935 на трасі Нюрбургринг, на рідних землях «Mercedes-Benz» та «Auto Union». У перегонах Нуволарі проколов колесо на початку свого лідерства, але після піт-стопу він вирвався уперед на останньому колі, коли Манфред фон Браухіч, що керував досконалим «Mercedes-Benz W 25» отримав прокол колеса, залишивши Нуволарі одного з тріумфом у перегонах перед ошелешеним натовпом 300000 німців. Це був останній рік участі P3 у Гран-прі і остання перемога у Європейському чемпіонаті з автоперегонів.

«Я ніколи не чув такого, — розповідав Енцо Феррарі, — двісті тисяч осіб, тільки що готові завити від захвату, разом замовкли. Нуволарі фінішував у цілковитій тиші. Це було приголомшливо!»

Спритність і універсальність моделі P3 дозволила їй виграти 16 з 39 Гран-прі у 1935 році. P3 заслужила своє місце в історії як дійсно найсильніший гоночний автомобіль.

## Перемоги автомобіля
Загальне число: 46 перемог.

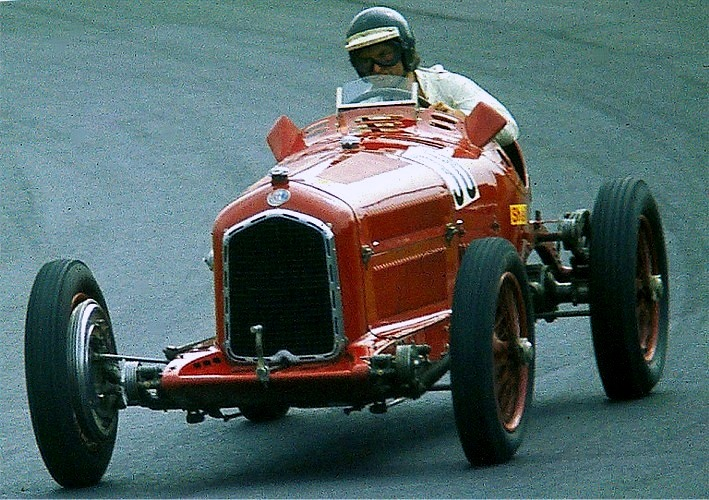
на Alfa Romeo P3

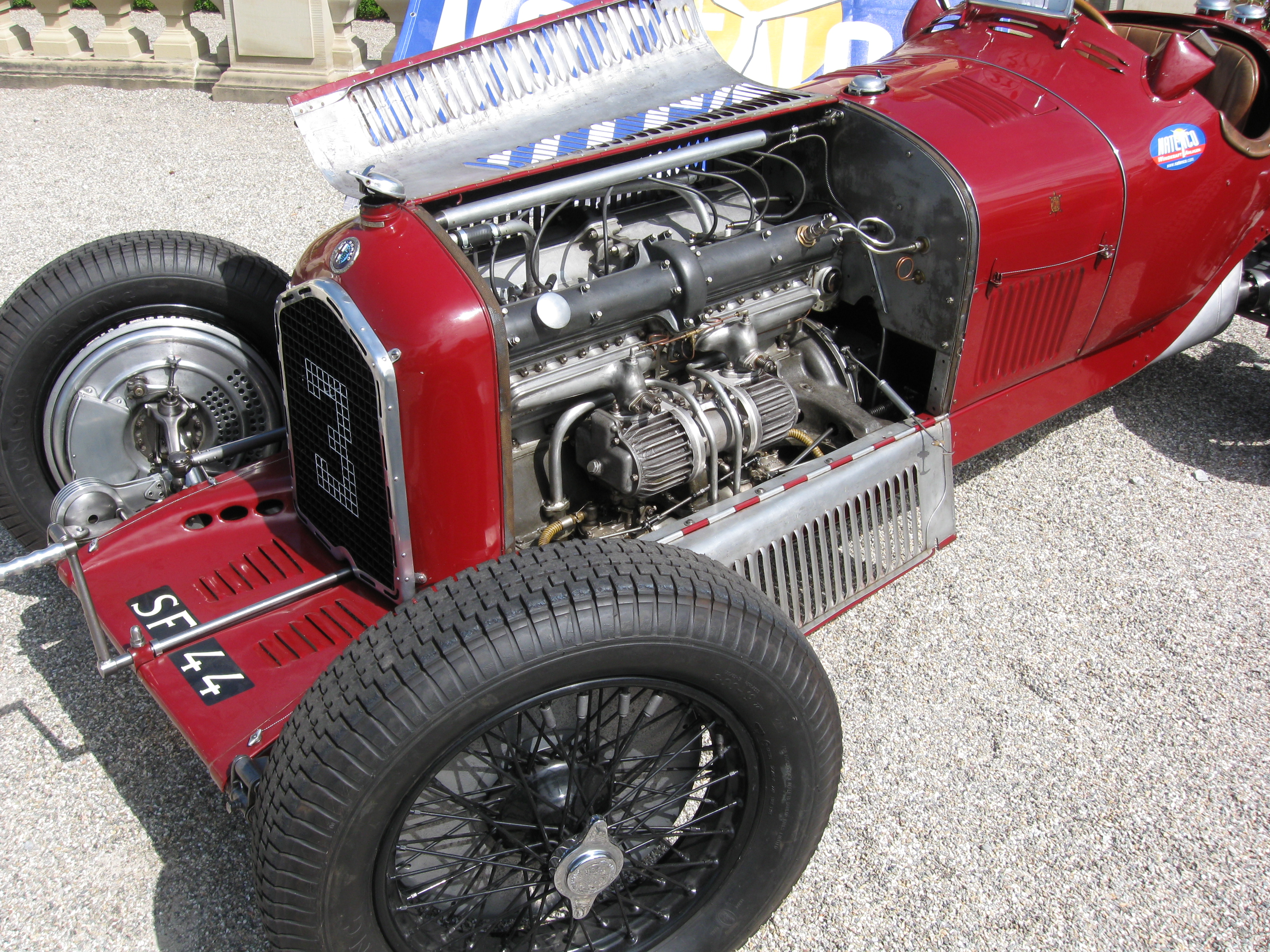
Двигун Alfa P3 Tipo B з двоступеневим турбонаддуванням

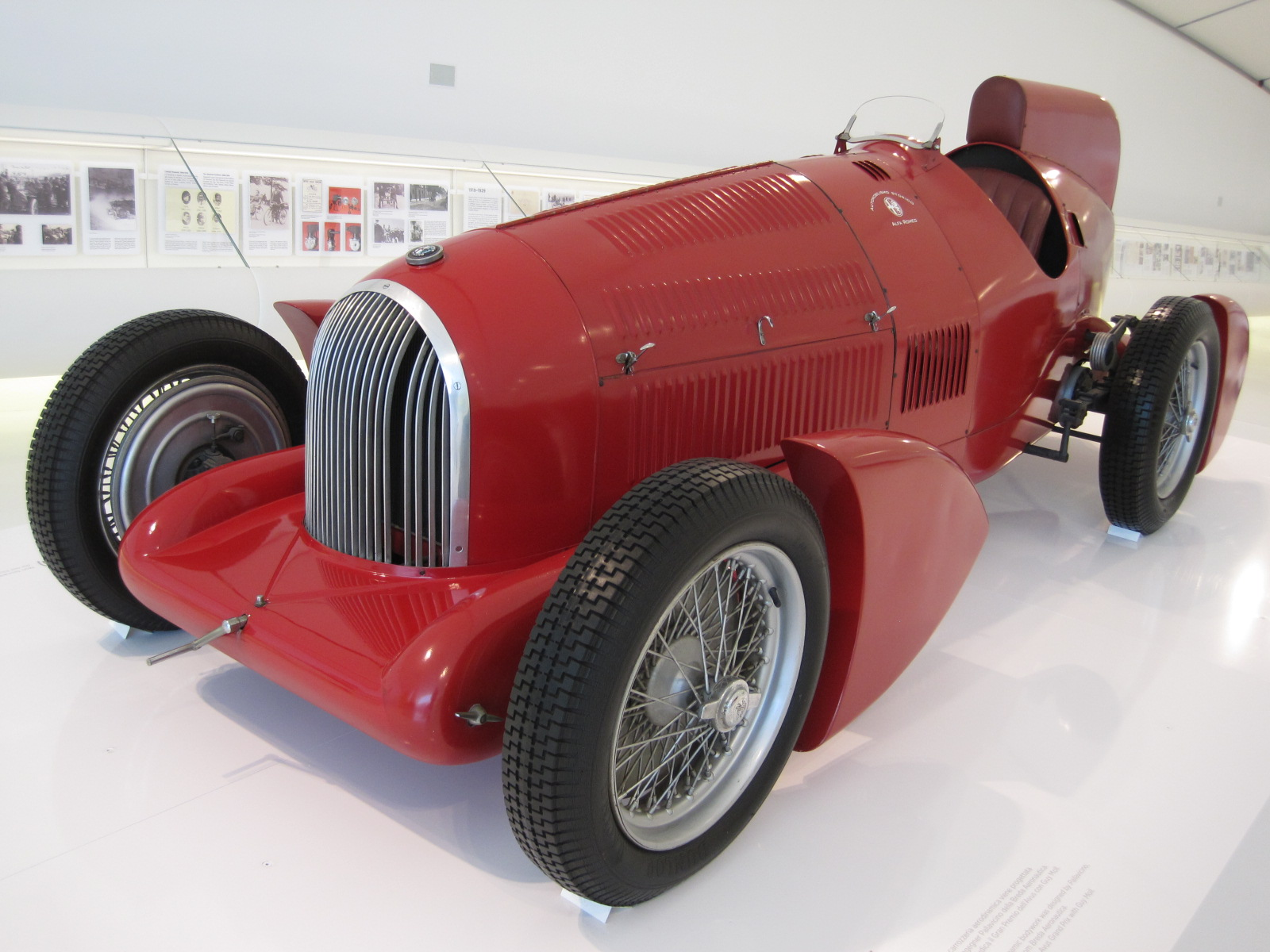
Tipo B Aerodinamica, яка з гонщиком Гі Моллом тріумфувала на трасі Афус у 1934

1932 Гран-прі Італії, Таціо Нуволарі
1932 Гран-прі Франції, Таціо Нуволарі
1932 Гран-прі Німеччини, Рудольф Караччіола
1932 Кубок Чано, Таціо Нуволарі
1932 Кубок Ачербо, Таціо Нуволарі
1932 Гран-прі Монца, Рудольф Караччіола
1933 Кубок Ачербо Луїджі Фаджолі,
1933 Grand Prix du Comminges Луїджі Фаджолі
1933 Гран-Прі Марселя Луї Широн,
1933 Гран-прі Італії Луїджі Фаджолі
1933 Траса імені Масарика Луї Широн
1933 Гран-прі Іспанії Луї Широн
1934 Гран-прі Монако, Гі Молл
1934 Гран-прі Александрії Акілле Варці,
1934 Гран-прі Триполі Акілле Варці,
1934 Гран-прі Марокко, Луї Широн,
1934 Targa Florio, Акілле Варці,
1934 Трасса АФУС, Гі Молл,
1934 Mannin Moar, Браян Е. Льюїс (Brian E. Lewis)
1934 Montreux Grand Prix, Карло Феліче Троссі
1934 Penya Rhin Grand Prix, Акілле Варці,
1934 Гран-прі Франції, Луї Широн,
1934 Гран-прі Марни, Луї Широн
1934 Гранд-прі Віші (Vichy Grand Prix), Карло Феліче Троссі,
1934 Гран-прі Німеччини Таціо Нуволарі
1934 Кубок Чано, Акілле Варці,
1934 Гран-прі Ніцци, Акілле Варці,
1934 GP du Comminges, Франко Комотті,
1934 Circuito di Biella, Карло Феліче Троссі,
1935 Гран-прі По, Таціо Нуволарі
1935 Bergamo Circuit, Таціо Нуволарі
1935 Grand Prix automobile de l'U.M.F., Раймонд Соммер
1935 Biella Circuit, Таціо Нуволарі
1935 Lorraine Grand Prix, Луї Широн
1935 Гран-прі Марни, Рене Дрейфус
1935 Dieppe Grand Prix, Рене Дрейфус
1935 Varese Circuit, Вітторіо Бельмондо
1935 Гран-прі Німеччини, Таціо Нуволарі
1935 Grand Prix du Comminges, Раймонд Соммер
1935 Кубок Чано, Таціо Нуволарі
1935 Гран-прі Ніцци, Таціо Нуволарі
1935 Modena Grand Prix, Таціо Нуволарі
1935 Кубок Чано, Маріо Тадіні
1935 Donington Гран-прі, Ріхард Шуттлефорт
1935 Coppa della Sila, Антоніо Брівіо
1935 Бруклендс Mountain Championship, Ріхард Шуттлефорт